# Зодікальний календар
Зодіакальний календар  по Діонісію - календар, який використовували олександрійські астрономи для датування спостережень планет в 272-241 рр. до н. е. Один із видів сонячного календаря. Єдина збережена інформація про ці календарі дійшла до нас завдяки «Альмагесту» Птолемея. Реконструкцію зодіакального календаря виконали Бех в 1863 р. і Бартель ван дер Варден в 1984 р.
У календарі від Діонісія тривалість року становила в середньому 365,25 днів: три роки по 365 днів і четвертий 366 днів (аналогічно із юліанським календарем, що з'явився пізніше). Перший рік цього календаря починався на сході 26 червня 285 р. до н. е.., в день літнього сонцестояння. Перші 11 місяців мали по 30 днів, останній, 12-й місяць мав 35 або 36 днів. Назва кожного місяця відповідала знаку зодіаку, через який в цей час проходить Сонце. 
Про Діонісія, на честь якого названо календар, нічого невідомо. Можливо, початок його випадав на місяць Діоніса. Невідомі також імена астрономів, що цей календар використовували. Ван дер Варден припускає, що вони були прихильниками геліоцентричної системи, раніше запропонованої Аристархом Самоським, і проводили свої спостереження з метою визначення параметрів цієї теорії.